# Пашови
Пашо́ви (болг. Пашови) — село в Пазарджицькій області Болгарії. Входить до складу общини Велинград.

## Населення
За даними перепису населення 2011 року у селі проживали 833 особи.
Національний склад населення села:
| Національність   | Кількість осіб | Відсоток |
| ---------------- | -------------- | -------- |
| турки            | 163            | 60,1%    |
| болгари          | 89             | 32,8%    |
| інша             | 17             | 6,3%     |
| Всього відповіли | 271            |          |

Розподіл населення за віком у 2011 році:
Динаміка населення: